# Wilson Automobile Company

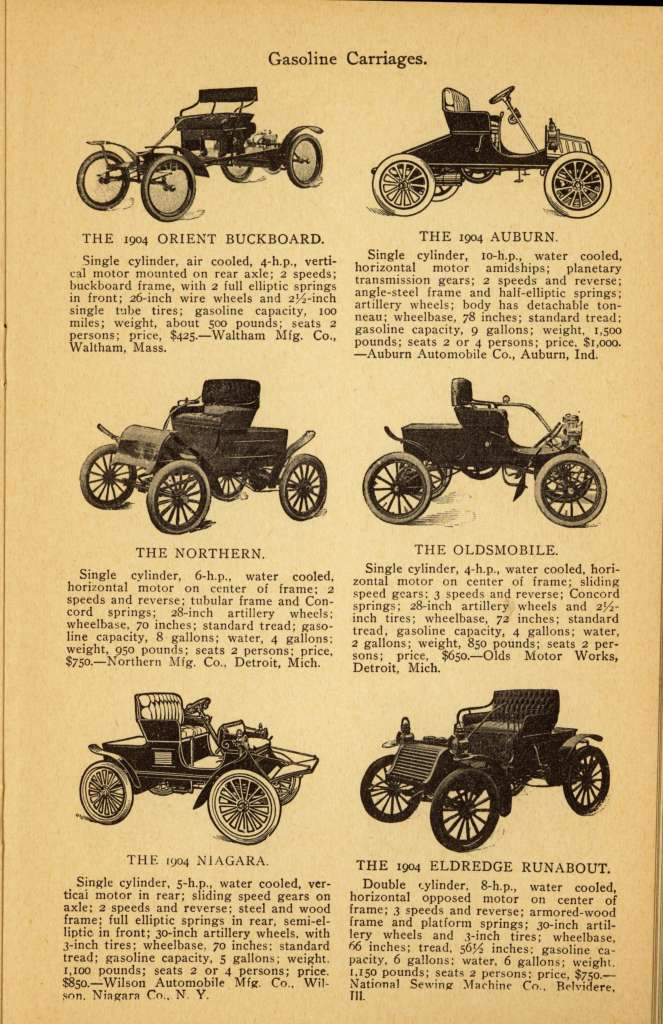
Fahrzeugprospekt von Wilson

Wilson Automobile Company war ein US-amerikanischer Hersteller von Automobilen.

## Unternehmensgeschichte
Das Unternehmen wurde 1903 in Wilson im US-Bundesstaat New York gegründet. Im gleichen Jahr begann die Produktion von Automobilen. Der Markenname lautete Niagara. 1905 endete die Produktion. Die La Salle-Niagara Automobile Company übernahm alles im Frühjahr 1905.
Weitere US-amerikanische Hersteller von Personenkraftwagen der Marke Niagara waren Niagara Automobile Company (1901), Niagara Motor Vehicle Company, Niagara Motors Manufacturing Company und Niagara Automobile Company (1915).

## Fahrzeuge
Alle Fahrzeuge hatten einen Einzylindermotor. Er war unter dem Sitz montiert und trieb die Hinterachse an. Von 1904 bis 1904 leistete er 5 PS. Der Aufbau war ein Runabout. Er bot normalerweise zwei Sitze. Die Fahrzeugfront konnte so aufgeklappt werden, dass sich vorne zwei weitere Sitze befanden.
1905 wurde die Motorleistung auf 8 PS erhöht. Das Fahrgestell hatte 198 cm Radstand.

## Modellübersicht
| Jahr      | Modell | Zylinder | Leistung (PS) | Radstand (cm) | Aufbau   |
| --------- | ------ | -------- | ------------- | ------------- | -------- |
| 1903–1904 | 5 HP   | 1        | 5             |               | Runabout |
| 1905      | 8 HP   | 1        | 8             | 198           | Runabout |